# David Hay
David Hay (Paisley, 29 gennaio 1948) è un allenatore di calcio ed ex calciatore scozzese, di ruolo difensore.

## Palmarès

### Giocatore
- Campionato scozzese: 6

Celtic: 1968-1969, 1969-1970, 1970-1971, 1971-1972, 1972-1973, 1973-1974
- Coppa di Scozia: 4

Celtic: 1969, 1971, 1972, 1974
- Coppa di Lega scozzese: 2

Celtic: 1969, 1970

### Allenatore
- Coppa di Scozia: 1

Celtic: 1985
- Campionato scozzese: 1

Celtic: 1985-1986
- Coppa di Lega scozzese: 1

Livingston: 2003-2004